# 北極振盪

北極振盪的時間序列擴展（DJFM）冬季1899年至2011年

北極振盪的正相位和負相位

北極振盪（英語：Arctic Oscillation，縮寫：AO；Northern Annular Mode/Northern Hemisphere Annular Mode（NAM）），又稱北極濤動，是指北極的氣壓與北半球中緯度地帶的氣壓呈現反向變動關係的現象。此現象描述於1998年由美國華盛頓大學的氣象學者大衛·湯普生（David W. J. Thompson）與約翰·瓦拉斯提出。相似的現象在南極與南半球中緯度地帶亦有觀測到，稱為南極振盪（英語：Antarctic oscillation，縮寫：AAO，多加一個A以與北極振盪區別）。另外，在北極振盪說被提出之前，於1920年代即觀測到的北大西洋振盪（英語：North Atlantic Oscillation，縮寫：NAO）因與北極振盪相當一致，所以也有研究者將兩者合併為「AO/NAO」。
北極渦旋通常是在北極圈附近，冷空氣最冷，但是偶爾會有暖空氣入侵到北極圈裡面，這時北極圈裡面的冷空氣，就會被擠出來，稱作「負北極振盪」

## 北極振盪指數
在北極振盪的研究中有稱為「北極振盪指數」的度量指標。當北極振盪指數為正值（正相位）時，表示北極的氣壓較例年為低，與中緯度的氣壓差變大，此時圍繞北極的寒帶噴射氣流－極地渦旋（Polar Vortex）變強，此一變化會抑制北極的寒冷氣流南下，使得歐亞大陸北部及北美洲北部的冬季氣溫較例年為高，形成暖冬。反之，當北極振盪指數為負值（負相位）時便會造成北半球中緯度地帶冬季嚴寒。如同南極震盪與北半球夏季風強弱正相關，北極振盪與澳洲夏季熱帶氣旋頻率跟強度正相關。

## 2015年
2015年出現史上最強的聖嬰現象，全球升溫不可逆轉，2015年的聖誕節，不但南半球，連北半球亦異常地迎來了一個溫暖聖誕。褪色冬日聖誕過後，正當人們愜意地享受新年伊始的暖意之際，極端寒潮卻不期而至，席捲大半個北半球。
2015年12月，於大西洋形成的颶風一路向北推進，挾帶了低氣壓地區的暖空氣。該股溫暖氣流掠過英國、美國及冰島，到達寒冷的北極地區上空。來勢洶洶、氣勢如虹的暖空氣源源不絕地輸入北極地區，連當地的冷空氣也要退避三舍，不敢攖其鋒。
此時，北極地區的氣溫突由攝氏零下30度升至1度。這是有記錄以來第二次，北極地區的氣溫高於攝氏0度。雖然為時短暫，但由於外界暖空氣的大量入侵，令原本穩定的極地渦旋陡然分裂，形成了多股南下的寒流。

## 外部連結
- 北極濤動（香港天文台）（页面存档备份，存于）
- Overview of Arctic Climate Indices（页面存档备份，存于）
- NOAA 3-month running mean AO Index 1950 – 2009
- Arctic roots of 'upside-down' weather（页面存档备份，存于） BBC news, Tuesday, 5 January 2010
- 台灣中央氣象局YouTube上的北極振盪解說影片